# مورچه‌مرغ سررگه‌ای
مورچه‌مرغ سررگه‌ای (نام علمی: Drymophila striaticeps) نام یک گونه از سرده درختچه‌دوست‌ها است.